# Eadwig

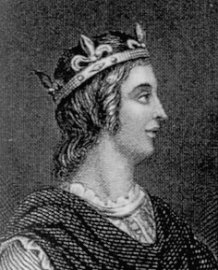
König Eadwig (historisiertes Porträt; ca. 18. Jahrhundert)

Eadwig oder Edwy (* um 941; † 1. Oktober 959 in Gloucester), König von England von 955 bis zu seinem Tod, ab 957 nur noch mit Einfluss auf Wessex und Kent, war der ältere Sohn König Edmunds I. und seiner Ehefrau Ælfgifu und Nachfolger König Eadreds.

## Leben
Bei seiner Krönung Ende Januar 956 kam es zu einem Streit mit dem Heiligen Dunstan von Canterbury, weil König Eadred letzteren sehr großzügig in seinem Testament bedacht hatte. Nachdem sich Mercia und Northumbria, wahrscheinlich auf Betreiben Dunstans, von Eadwig losgesagt hatten und dessen Bruder Edgar als König anerkannten, ließ er den Heiligen aus England verbannen.
Nach einer Zeit arrangierten sich die königlichen Brüder und akzeptierten die jeweiligen Positionen, wobei sich Eadwig bald einen schlechten Ruf machte, weil er versuchte, Gefolgsmänner auf Kosten der Herrschaft seines Bruders an seine eigene Familie zu binden. Das führte dazu, dass sich seine Feinde mit den schon immer unzufriedenen Herren des Nordens verbündeten und den dortigen Einfluss Eadwigs beschränkten.
Der König war verheiratet mit Ælfgifu, der Schwester des Chronisten Æthelweard. Er starb ohne Nachkommen am 1. Oktober 959 in Gloucester.